# Вехлинка
Вехлинка — река в Тверской области России.
Протекает по территории Вышневолоцкого района. Вытекает из озера Вехлино, впадает в Тверцу в 172 км от её устья по левому берегу. Длина реки составляет 8,9 км, площадь водосборного бассейна — 79,7 км².

## Данные водного реестра
По данным государственного водного реестра России относится к Верхневолжскому бассейновому округу, водохозяйственный участок реки — Тверца от истока (Вышневолоцкий гидроузел) до города Тверь, речной подбассейн реки — Волга до Рыбинского водохранилища. Речной бассейн реки — (Верхняя) Волга до Куйбышевского водохранилища (без бассейна Оки).
Код объекта в государственном водном реестре — 08010100512110000001966.